# Shorta
Shorta è un film del 2020 diretto da Anders Ølholm e Frederik Louis Hviid.

## Trama
Jens e Mike sono poliziotti in pattugliamento nel ghetto di Svalegården. L'umore tra la popolazione straniera è acceso perché un immigrato arrestato, Talib Ben Hassi, è stato gravemente ferito in custodia di polizia ed è in pericolo di vita. Successivamente, quando la morte del giovane Talib viene resa nota, i due agenti, impegnati in una perquisizione, vengono aggrediti e la loro auto viene incendiata. Jens e Mike dovranno quindi sopravvivere al desiderio di vendetta della gente del ghetto.

## Distribuzione
Il film è stato distribuito nelle sale cinematografiche danesi dall'8 ottobre 2020 e sulla piattaforma Amazon Prime Video dal 03 maggio 2021.